# Comuna Novoselivka, Cernihiv
Novoselivka (în ucraineană Новоселівка) este o comună în raionul Cernihiv, regiunea Cernihiv, Ucraina, formată din satele Novoselivka (reședința) și Uleanivka.

## Demografie
Componența lingvistică a comunei Novoselivka
     Ucraineană (93,82%)
     Rusă (5,58%)
     Alte limbi (0,3%)
Conform recensământului din 2001, majoritatea populației comunei Novoselivka era vorbitoare de ucraineană (93,82%), existând în minoritate și vorbitori de rusă (5,58%).